# Château du Bois-Montbourcher
Le château du Bois-Montbourcher est situé à Chambellay, dans le département de Maine-et-Loire, à une trentaine de kilomètres au nord d'Angers.